# 강원특별자치도철원교육지원청
강원특별자치도철원교육지원청(江原特別自治道鐵原敎育支援廳, Cheolwon Office of Education)은 대한민국 강원특별자치도 철원군을 관할하는 강원특별자치도교육청 산하의 교육지원청이다.
교육장은 장학관으로 보한다.

## 산하 기관

### 초등학교
- 강포초등학교
- 근남초등학교
- 김화초등학교
- 내대초등학교
- 도창초등학교
- 동송초등학교
- 묘장초등학교
- 문혜초등학교
- 서면초등학교
- 신철원초등학교
- 오덕초등학교
- 와수초등학교
- 용정초등학교
- 장흥초등학교
- 철원초등학교
- 청양초등학교
- 토성초등학교

### 중학교
- 김화여자중학교
- 김화중학교
- 신철원중학교
- 철원여자중학교
- 철원중학교

## 같이 보기
- 대한민국 교육부